# Henryk Minkiewicz
Henryk Minkiewicz-Odrowąż (ur. 19 stycznia 1880 w Suwałkach, zm. 9 kwietnia 1940 w Katyniu) – generał dywizji Wojska Polskiego, dowódca Korpusu Ochrony Pogranicza, kawaler Orderu Virtuti Militari, ofiara zbrodni katyńskiej.

## Życiorys
Był synem Kazimierza, urzędnika skarbowego i Karoliny z Michałowskich oraz bratem Romualda. Ukończył gimnazjum w Mariampolu. Od 1898 studiował nauki przyrodnicze w Petersburgu. W tym czasie związał się z Polską Partią Socjalistyczną. W 1902 – porzuciwszy uczelnię petersburską – przeniósł się do Krakowa, gdzie przez rok studiował medycynę na Uniwersytecie Jagiellońskim, a następnie – malarstwo w Szkole Sztuk Pięknych, której również nie ukończył.
Po definitywnej rezygnacji ze studiów w 1904 poświęcił się działalności politycznej, był m.in. członkiem Centralnego Komitetu Robotniczego PPS oraz bliskim współpracownikiem Józefa Piłsudskiego. Działał w Organizacji Bojowej PPS PPS-FR, Związku Walki Czynnej i Związku Strzeleckim. W 1909 wraz Kazimierzem Pużakiem wykonał w Rzymie wyrok śmierci na policyjnym prowokatorze, Edmundzie Tarantowiczu. Po konflikcie z Józefem Piłsudskim, do którego doszło w 1912 (prawdopodobnie z powodu umniejszenia znaczenia oddziału zakopiańskiego „Strzelca”), został usunięty z ZS i ZWC.
Po wybuchu I wojny światowej wstąpił do Legionów Polskich, otrzymując stopień porucznika i funkcję dowódcy 1 kompanii 3 pułku piechoty kpt. Józefa Hallera. W trakcie służby awansował do stopnia podpułkownika i stanowiska dowódcy 3 pułku piechoty. 6 lipca 1916 w bitwie pod Kostiuchnówką został ranny i wzięty przez Rosjan do niewoli, z której po roku zbiegł.
W lipcu 1917 przystąpił do Polskiej Siły Zbrojnej. 13 sierpnia 1917 roku generał piechoty Hans Hartwig von Beseler mianował go pułkownikiem. Był dowódcą I Brygady Piechoty oraz komendantem Garnizonu Warszawa. W listopadzie 1918 kierował akcją rozbrajania oddziałów niemieckich oraz zajmowania ważnych obiektów przez żołnierzy PSZ. 29 listopada został mianowany zastępcą dowódcy Okręgu Wojskowego „Przemyśl”. 9 lutego 1919 objął dowództwo Okręgu Wojskowego Przemyśl oraz „Grup operujących na linii Chyrów–Przemyśl–Mościska”.
W latach 1918–1920 walczył na froncie wschodnim. Najpierw jako dowódca grup operacyjnych brał udział w walkach z Ukraińcami, a później – na czele 2 Dywizji Piechoty Legionów – walczył z Armią Czerwoną podczas wojny polsko-bolszewickiej. 1 maja 1920 roku został zatwierdzony z dniem 1 kwietnia 1920 roku w stopniu generała podporucznika, w grupie oficerów byłych Legionów Polskich. Uczestniczył w bitwie warszawskiej, będąc od 25 lipca 1920 zastępcą Wojskowego Gubernatora Warszawy i dowódcy 1 Armii, generała Franciszka Latinika.
8 lipca 1921 roku objął dowództwo 4 Dywizji Piechoty we Włocławku. 1 maja 1922 roku został mianowany zastępcą dowódcy Okręgu Korpusu Nr V w Krakowie. 3 maja 1922 roku został zweryfikowany w stopniu generała brygady ze starszeństwem z dniem 1 czerwca 1919 roku i 33. lokatą w korpusie generałów. 30 sierpnia 1923 roku został mianowany zastępcą dowódcy Okręgu Korpusu Nr I w Warszawie. Z dniem 1 września 1924 roku został zwolniony ze stanowiska zastępcy dowódcy OK I i oddany do dyspozycji ministra spraw wewnętrznych w charakterze dowódcy Korpusu Ochrony Pogranicza. 1 grudnia 1924 roku został awansowany na generała dywizji ze starszeństwem z dniem 15 sierpnia 1924 roku i 9. lokatą w korpusie generałów. 16 lutego 1925 roku prezydent RP Stanisław Wojciechowski mianował go dowódcą KOP.
8 maja 1929 roku został zwolniony ze stanowiska dowódcy Korpusu Ochrony Pogranicza. Zwolnienie nastąpiło na polecenie Józefa Piłsudskiego, pomimo dużych osiągnięć dowódczych i organizacyjnych. Po zwolnieniu ze stanowiska pozostawał w dyspozycji ministra spraw wojskowych. Zamieszkał w osadzie wojskowej Jamno w powiecie brzeskim. Z dniem 30 września 1934 roku został przeniesiony w stan spoczynku.
Po wybuchu II wojny światowej w 1939 i sowieckiej napaści na Polskę został aresztowany przez NKWD, pomimo zaawansowanego wieku i statusu oficera w stanie spoczynku, i osadzony w obozie w Kozielsku. Był najwyższym rangą jeńcem w obozie. Ponadto cieszył się dużym autorytetem, dzięki któremu stał się dla oficerów swego rodzaju arbitrem, będąc także doradcą i opiekunem młodszych stopniem kolegów, przez co zyskał ich uznanie i szacunek. W relacji ocalałego z losu jeńców Tadeusza Felsztyna, gen. Minkiewicz dążył do zażegnania wśród osadzonych w obozie wszelkich sporów zarówno natury codziennej, jak też dotyczącej przeszłości, stanu państwa polskiego oraz przyczyn klęski wrześniowej; ponadto zorganizował na terenie obozu sieć oficerów łącznikowych kontaktującą go z wszystkimi częściami Kozielska. Po rozpoczęciu rozładowania obozu w kwietniu 1940 i wobec różnych pogłosek o dalszym losie wywożonych generał wydał instrukcję do polskich żołnierzy, aby protestowali przeciw (rzekomemu) oddawaniu ich w ręce Niemców i przeciw przymusowemu przetrzymywaniu w ZSRR.
Z kilku ocalonych dzienników jeńców Kozielska jednoznacznie wynika, że generałowie Henryk Minkiewicz, Mieczysław Smorawiński i Bronisław Bohaterewicz oraz ok. 120 oficerów wyższych, w tym także Adam Solski, zostali wywiezieni z obozu 7 kwietnia 1940. Istnieje prawdopodobieństwo, iż jego egzekucja mogła nastąpić 9 kwietnia tego roku, jako że generał znajdował się na jednej liście wywózkowej wraz z Adamem Solskim, który prowadził pamiętnik z ostatnim wpisem tego dnia, relacjonującym przewiezienie do lasu i rewizję.  W przeciwieństwie do zwłok generałów Bohaterewicza i Smorawińskiego, jego ciała wśród pochowanych na Polskim Cmentarzu Wojennym w Katyniu nie udało się zidentyfikować.

Henryk Minkiewicz był żonaty ze starszą od niego o dwa lata Marią Markowską, poetką, tłumaczką na język polski tekstu Międzynarodówki Eugène'a Pottiera, zmarłą w 1939. Ich związek był bezdzietny.
Postanowieniem nr 112-48-07 Prezydenta Rzeczypospolitej Polskiej Lecha Kaczyńskiego z 5 października 2007 Henryk Minkiewicz-Odrowąż został mianowany pośmiertnie do stopnia generała broni. Awans został ogłoszony 9 listopada 2007 w Warszawie, w trakcie uroczystości "Katyń Pamiętamy – Uczcijmy Pamięć Bohaterów".

## Ordery i odznaczenia
- Krzyż Srebrny Orderu Wojskowego Virtuti Militari nr 3960 (1921)[31]
- Krzyż Komandorski z Gwiazdą Orderu Odrodzenia Polski (10 listopada 1927)[32][33][34]
- Krzyż Komandorski Orderu Odrodzenia Polski (9 listopada 1926)[35]
- Krzyż Niepodległości (24 października 1931)[36]
- Krzyż Walecznych (czterokrotnie)
- Złoty Krzyż Zasługi (10 czerwca 1939)[37]

## Upamiętnienie
- Od 20 stycznia 1992 Podlaski Oddział Straży Granicznej w Białymstoku nosi imię: „Generała dywizji Henryka Minkiewicza”[38].
- 15 sierpnia 2014, w 94. rocznicę bitwy warszawskiej, na Cmentarzu Poległych w Bitwie Warszawskiej w Ossowie została odsłonięta w Ossowie tablica upamiętniająca ośmiu dowódców polskich oddziałów uczestniczących w walkach, którzy w 1940 stali się ofiarami zbrodni katyńskiej; upamiętnieni zostali gen. dyw. Stanisław Haller, gen. dyw. Henryk Minkiewicz, gen. dyw. Leonard Skierski, gen. bryg. Bronisław Bohaterewicz, gen. bryg. Kazimierz Łukoski, gen. bryg. Mieczysław Smorawiński, płk dypl. Stefan Kossecki, ppłk Wilhelm Kasprzykiewicz[39][40].